# Попов Іван Олексійович

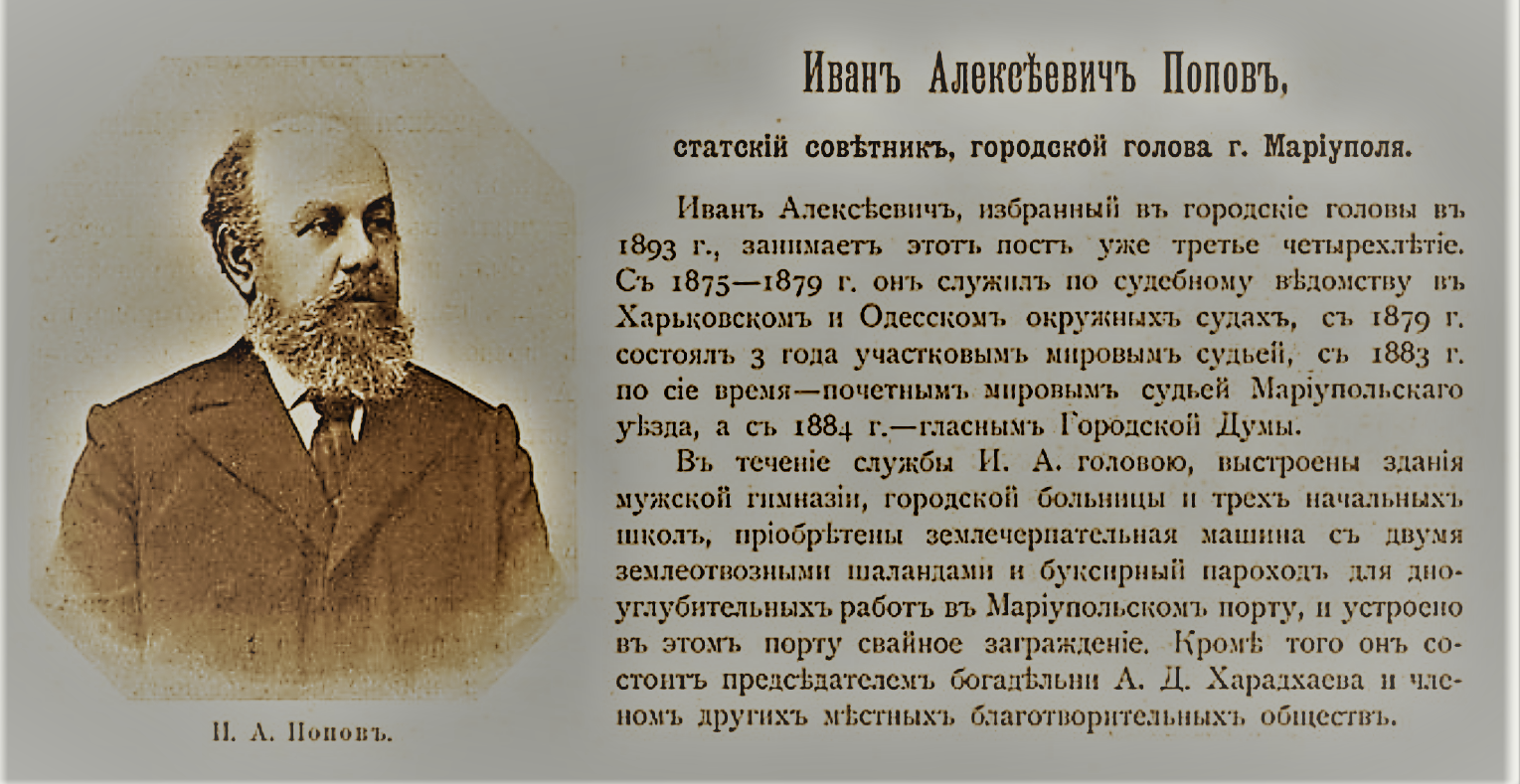
Попов. З книги Маріуполь

Іван Олексійович Попов (1851 -† після 1919) був мером Маріуполя з 1896 по 1917, і з квітня 1918 по листопад 1918, і з січня 1919 по лютий 1919 рр.

## Біографія
Попов Іван Олексійович народився в Маріуполі в 1851 році в родині грецького купця. Навчався в Харківському університеті на фіакультеті права.
У 1875—1880 роках працював у судах Одеси, Харкова та Астрахані. У 1879—1880 роках як суддя здійснював розслідування кримінальних справ.
У 1879 р. міською радою обраний окружним суддею Маріупольського судового округу.

### Діяльність на посаді мера
У 1884 р. був обраний міським головою. У грудні 1893 року міська рада обрала його головою.
Іван Попов працював над забезпеченням жителів міста харчуванням, освітою та оздоровленням. За час його перебування на посаді мера населення міста зросло в 1,6 раза, а податкові надходження — у 2,7 раза. У цей час були збудовані споруди Олександрійської гімназії, міської лікарні та початкових шкіл, міської електростанції та споживчої мережі, електроосвітлення центральної частини міста, міського водопостачання та водопостачання, міської бойні. Невелике провінційне місто перетворилося в значне портове місто.

## Приватне життя
Іван Попов одружився з Єлизабетою Олександрівною Хараджаєвою, дочкою маріупольського купця Олександра Давидовича Хараджаєва.